# Flusso (psicologia)
In psicologia, il flusso (in inglese flow), o esperienza ottimale (spesso citato come trance agonistica nel linguaggio sportivo), è uno stato di coscienza in cui la persona è completamente immersa in un'attività.

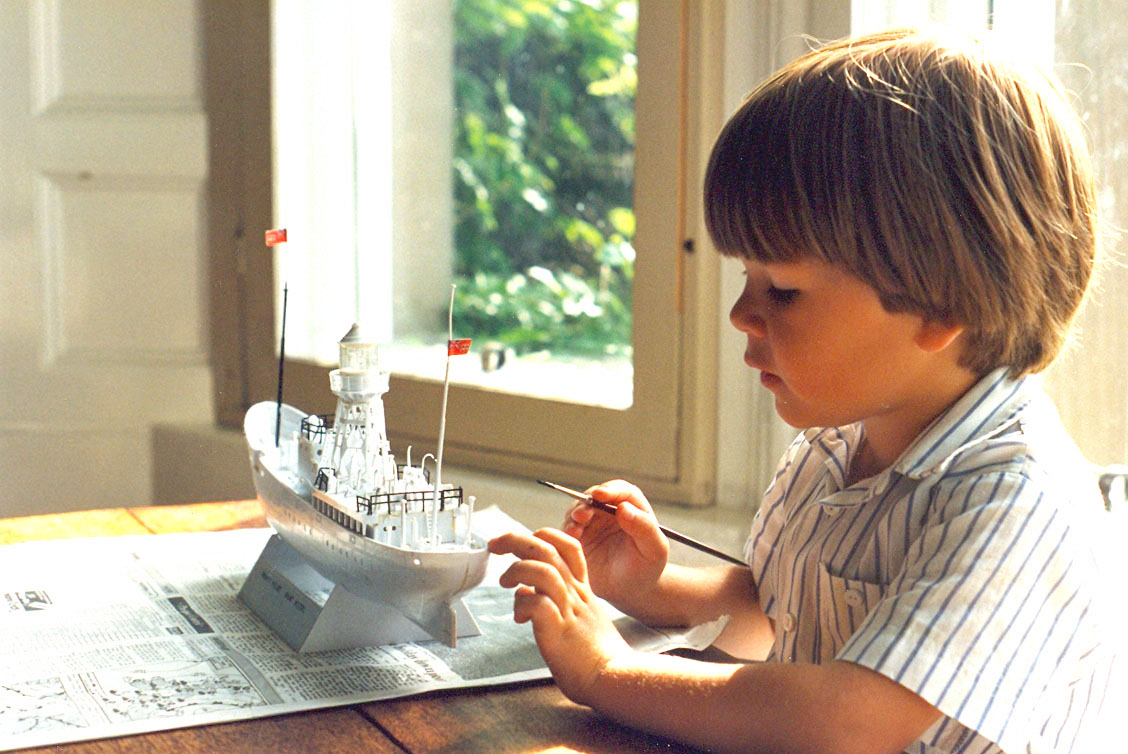
Bambino concentrato in un'attività

Questa condizione è caratterizzata da un totale coinvolgimento dell'individuo: focalizzazione sull'obiettivo, motivazione intrinseca, positività e gratificazione nello svolgimento di un particolare compito. Il concetto di flusso fu introdotto nel 1975 dallo psicologo Mihály Csíkszentmihályi nella sua teoria del flusso, e si è poi diffuso in vari campi di applicazione della psicologia, come lo sport, la spiritualità, l'istruzione, o la seduzione. Alcuni filoni di studio indagano l'innesco dello stato di flusso in queste attività e un esempio è il flusso nell'acquisizione delle lingue straniere.
In Italia gli studi pionieristici sul flusso sono stati condotti da Fausto Massimini e Antonella Delle Fave dell'Università di Milano.

## Il meccanismo
(M. Csíkszentmihályi, pag.121)
L'esperienza di flow è di carattere psicologico e non ha limitazioni di carattere etico o morale, può manifestarsi in qualsiasi attività dell'uomo dalle più spirituali fino alle più criminali.
In ogni momento, ciascun individuo riceve una grande quantità di informazioni provenienti dal mondo circostante; gli psicologi hanno scoperto che la mente ne può gestire solo un certo numero alla volta: circa 110 bit di dati al secondo in base allo studio di Mihály Csíkszentmihályi del 1956. Al contrario, un'intera conversazione "pesa" circa 40-60 bit al secondo, cioè un terzo della nostra capacità, e questo è il motivo per cui non è facile focalizzare l'attenzione su altre attività quando si sta tenendo un discorso.
Generalmente ogni individuo è in grado di decidere su cosa vuole concentrare la propria attenzione. Tuttavia, quando si è in stato di flusso si è completamente assorbiti nell'azione e, senza prendere coscientemente una decisione, si perde la consapevolezza di tutte le altre cose: tempo, persone, distrazioni e persino esigenze fisiologiche. Ciò si verifica perché tutta l'attenzione è occupata da quella particolare azione e non ne resta per le altre attività, pur necessarie.
Per testare il flusso nell'esperienza cosciente, Csíkszentmihályi ha utilizzato il metodo da lui stesso messo a punto all'Università di Chicago del campionamento dell'esperienza(ESM): per tutta la durata dello studio i partecipanti devono indossare un cercapersone e, contattati a intervalli di tempo casuali, devono fornire un resoconto dei propri pensieri su un questionario. Questi studi hanno dimostrato che le persone si sentivano più attivate positivamente quando svolgevano compiti impegnativi, per i quali ritenevano di possedere le abilità necessarie.
Le condizioni identificate nel flusso coincidono con le condizioni di massima motivazione e prestazione riscontrate a proposito del goal setting. Se le persone si percepiscono efficaci, i compiti con obiettivi impegnativi non rappresentano un peso, ma sfide gratificanti.

## Processi neurali alla base del flusso
In psicologia sono state individuate quelle emozioni e specifiche risposte ad esse correlate che, per diverse ragioni, non permettono di raggiungere l’equilibrio emotivo necessario per l’instaurarsi del flow ed ostacolano il “massimo rendimento”. Infatti, nel caso di una prova estremamente facile rispetto al livello di capacità percepito, subentrerebbe la noia o l'apatia. Ciò a livello neurale significherebbe l'attivazione della Default Mode Network. Questa condizione si avvale proprio di quelle connessioni neurali già consolidate che permettono al nostro cervello di decifrare il presente facendo paragoni tra situazioni passate e quella corrente. Questo specifico stato mentale ostacola la massima prestazione ed è diametralmente opposta allo stato di Flow.
La rete neurale da cui dipende lo stato di vigilanza su un compito specifico è definita "Task Positive Network" o TPN. Questo circuito neurale è coinvolto non solo nella focalizzazione dell’attenzione, ma anche nel monitoraggio delle azioni e nel prendere decisioni razionali.
Queste due reti neurali sembrano agire come muscoli agonisti e antagonisti: l'attivazione della prima rete sopprime immediatamente l'attività della seconda. Queste differenti reti neurali si susseguono anche e soprattutto durante le attività sportive. Secondo la letteratura scientifica in merito deve sempre esserci un equilibrio fra questi differenti stati mentali, in quanto alcuni, come la Task Positive Network o il “Flusso”  implicano un enorme dispendio energetico a livello neurale. Al contrario la DMN permette al nostro cervello di riposare, utilizzando processi neurali già consolidati, senza crearne di nuovi e rallentando l’affaticamento cognitivo.
Mentre il quadro completo non è ancora completamente definito, ci sono alcune teorie e aree di ricerca che indicano quali processi neurali possono essere coinvolti nel flow. Ecco alcune delle principali componenti:
- Concentrazione attentiva: Nel flow, c'è una profonda concentrazione su un'attività specifica. Questo coinvolge l'attivazione di reti neurali legate all'attenzione, come il sistema fronto-parietale.
- Riduzione dell'attività nel lobo prefrontale: Alcune ricerche suggeriscono che durante lo stato di flow, l'attività nel lobo prefrontale, che è coinvolto nella pianificazione e nell'autocritica, può diminuire. Questo potrebbe spiegare perché le persone nel flow tendono a perdere la cognizione critica e la percezione del tempo.
- Attivazione del sistema dopaminergico: La sensazione di piacere e gratificazione associata al flow potrebbe essere correlata all'attivazione del sistema dopaminergico nel cervello. L'aumento di dopamina può contribuire a una sensazione di felicità e di appagamento durante l'esperienza.[8]
- Coinvolgimento del sistema limbico: Il sistema limbico è coinvolto nelle emozioni, e il flow è spesso associato a una sensazione di felicità e soddisfazione. Alcuni studi suggeriscono che il sistema limbico potrebbe essere coinvolto nella generazione di queste emozioni positive durante il flow.[9]
- Riduzione dell'attività nel default mode network (DMN): Il DMN è una rete cerebrale coinvolta nel pensiero di sé e nella mente errante. Durante il flow, l'attività del DMN tende a diminuire, il che potrebbe contribuire alla perdita di autoconsapevolezza e all'immersione totale nell'attività.[10]
- Sincronizzazione neurale: Alcuni studi suggeriscono che durante il flow, diverse aree del cervello possono sincronizzarsi in modo più efficace, permettendo una comunicazione più efficiente tra di loro.

Tuttavia, è importante notare che la comprensione dei processi neurali del flow è ancora in evoluzione, e molti dettagli specifici possono variare da persona a persona e da attività a attività. Inoltre, il flow è un'esperienza complessa che coinvolge aspetti cognitivi, emotivi e percettivi, rendendo la sua spiegazione neuroscientifica ancora più complessa. La ricerca continua in questo campo per svelare i meccanismi neurali sottostanti al flow in modo più dettagliato.

## Componenti dell'esperienza ottimale
Csikszentmihalyi individua i seguenti fattori che, pur potendo apparire indipendentemente l'uno dall'altro, in realtà sono in combinazione tra loro e costituiscono la cosiddetta esperienza di flusso:
1. Obiettivi chiari: le aspettative e le modalità di raggiungimento sono chiare.
2. Concentrazione totale sul compito: un alto grado di concentrazione in un limitato campo di attenzione (la persona non ragiona su passato e futuro ma solo sul presente).
3. Perdita dell'autoconsapevolezza: il soggetto è talmente assorto nell'attività da non preoccuparsi del suo ego.
4. Distorsione del senso del tempo: si altera la percezione del tempo. Non si rende conto del suo scorrere.
5. Retroazione diretta e inequivocabile: l'effetto dell'azione deve essere percepibile dal soggetto immediatamente ed in modo chiaro.
6. Bilanciamento tra sfida e capacità: l'attività non è né troppo facile né troppo difficile per il soggetto.
7. Senso di controllo: la percezione di avere tutto sotto controllo e di poter dominare la situazione.
8. Piacere intrinseco: l'azione dà un piacere intrinseco, fine a se stesso (esperienza autotelica).
9. Integrazione tra azione e consapevolezza: la concentrazione e l'impegno sono massimi. La persona è talmente assorta nell'azione da fare apparire l'azione naturale.[13]

## Etimologia
Csikszentmihaly utilizzò il termine inglese flow («flusso», «corrente») per definire nel 1975 uno stato mentale descritto da molte persone da lui intervistate come una corrente d'acqua che li trascinava. Nei libri Optimal Experience: Psychological Studies of Flow in Consciousness e Flow: The Psychology of Optimal Experience del 1990 egli parlò dell'esperienza che si prova durante il flusso come un'"esperienza ottimale", in cui la prestazione è al culmine e lo stato d'animo è positivo. Quando le sfide e le capacità son contemporaneamente sopra la media, l'esperienza ottimale emerge.

## Flusso di gruppo
Csikszentmihalyi suggerì varie maniere in cui un gruppo può lavorare in modo che ciascun membro si trovi in uno stato di esperienza ottimale. Le caratteristiche che tali gruppi devono includere sono:
- Spazio di lavoro organizzato in maniera creativa con sedie, pareti decorate, cartine ma niente tavoli per permettere il lavoro in piedi, con il movimento.
- Spazio ricreativo con grafici indicanti le informazioni in ingresso, diagrammi di flusso, riassunti del progetto, spazio alla follia, luoghi franchi dove si può dire tutto ciò che altrove è solo pensato, parete con i risultati, temi aperti.
- Lavoro parallelo e organizzato.
- Concentrazione sugli obiettivi di gruppo.
- Sviluppo di obiettivi esistenti (prototipi).
- Incremento dell'efficienza attraverso la visualizzazione.
- Differenze tra i partecipanti sono un'opportunità, più che un ostacolo.

## Applicazioni
Apparentemente Csikszentmihalyi è il solo ad aver pubblicato suggerimenti specifici per il raggiungimento dello stato di flusso, come metodi per la progettazione di spazi per il gioco che facilitino l'ottenimento dell'esperienza ottimale. Altri autori invece si sono concentrati sull'uso dello stato per migliorare attività, come la spiritualità, il rendimento in molte aree tipo negli affari, improvvisazione libera, psicologia sportiva, stand-up comedy e il flusso nell'acquisizione delle lingue straniere.

### Religione e spiritualità
Csikszentmihalyi è stato forse il primo a descrivere questo concetto nella psicologia occidentale ma, come lui stesso riconosce, non è stato il primo a quantificare il concetto di flusso o a sviluppare applicazioni basate sul concetto.
Per millenni i seguaci delle religioni orientali come l'Induismo, il Buddhismo ed il Taoismo hanno perseguito il superamento della dualità tra mente e corpo come elemento centrale dello sviluppo spirituale, sviluppando una serie di teorie sul superamento di tale dualità, attraverso la pratica spirituale.
I praticanti di varie scuole di Buddhismo Zen applicano concetti simili a quello di “flusso” nella pratica della loro arte, come nel caso dell'aikidō, kendō e ikebana. Nella tradizione yoga si fa riferimento allo stato di "flusso" per quanto riguarda la pratica dello Samyama, la focalizzazione della psiche sull'oggetto della meditazione.

### Istruzione
In materia di istruzione esiste il concetto di sovrapprendimento che sembra essere strettamente collegato all'esperienza ottimale, secondo lo stesso Csikszentmihalyi. Infatti il sovrapprendimento permette la concentrazione mentale, visualizzando i risultati desiderati, come qualcosa di unico, l'azione integrata piuttosto che insieme di azioni.

### Sport
Nel linguaggio sportivo spesso si parla di trance agonistica, concetto che nei paesi anglosassoni è definito come la "zona", "stare nella zona", indicando durante una prova atletica uno stato mentale che combacia perfettamente con la descrizione fatta da Csikszentmihalyi dell'esperienza ottimale. Le teorie e le applicazioni di tale stato e la sua relazione con la prestazione atletica sono argomenti di studio nella psicologia applicata allo sport.
Il famoso calciatore Pelé ha descritto la sua esperienza di stare nella zona come "se provassi una strana calma... una specie di euforia. Sentivo che potevo correre per tutto il giorno senza stancarmi e che potevo dribblare qualunque giocatore della squadra avversaria e quasi passare fisicamente attraverso loro".
Il pilota di Formula 1 Ayrton Senna raccontò la sua esperienza durante il Gran Premio di Monaco del 1988: "Ero già in pole e continuavo ad andare sempre più forte... Improvvisamente ero quasi due secondi più veloce di chiunque altro, compreso il mio compagno di squadra con la stessa macchina. E improvvisamente mi sono reso conto che non stavo più guidando la macchina coscientemente. La stavo guidando attraverso una specie di istinto, solo che ero in una dimensione differente. Era come se fossi in un tunnel".

### Videogame
Uno studio condotto presso l'Università degli Studi di Cassino e del Lazio Meridionale (Diotaiuti P., Zona A.M. & Rea L.; 2013), ha messo in evidenza la possibilità di sperimentare l'esperienza del “flusso” anche impegnandosi in attività video-ludiche. In questo studio, gli autori hanno anche dimostrato che l'esperienza del "flusso" può essere condizionata da un antecedente emotivo. Difatti, nell'esperimento condotto dal gruppo di psicologi, a metà dei partecipanti veniva mostrato un video capace di indurre uno stato emotivo negativo prima di ogni sessione di gioco. I risultati dello studio mostrano che il gruppo di soggetti sottoposti alla condizione con stimolo emotigeno negativo sperimentava sensibilmente una minore esperienza di “flusso” rispetto ai soggetti del gruppo di controllo non sottoposti a tale condizione. Gli autori suggeriscono quindi di considerare il “flusso” non solo in funzione del compito da eseguire, ma anche in funzione della predisposizione emotiva del soggetto, che può giocare un ruolo determinante nell'ostacolare o facilitare tale esperienza.